# Plecotus teneriffae
Plecotus teneriffae là một loài động vật có vú trong họ Dơi muỗi, bộ Dơi. Loài này được Barrett-Hamilton mô tả năm 1907.